# Оса (ЗРК)

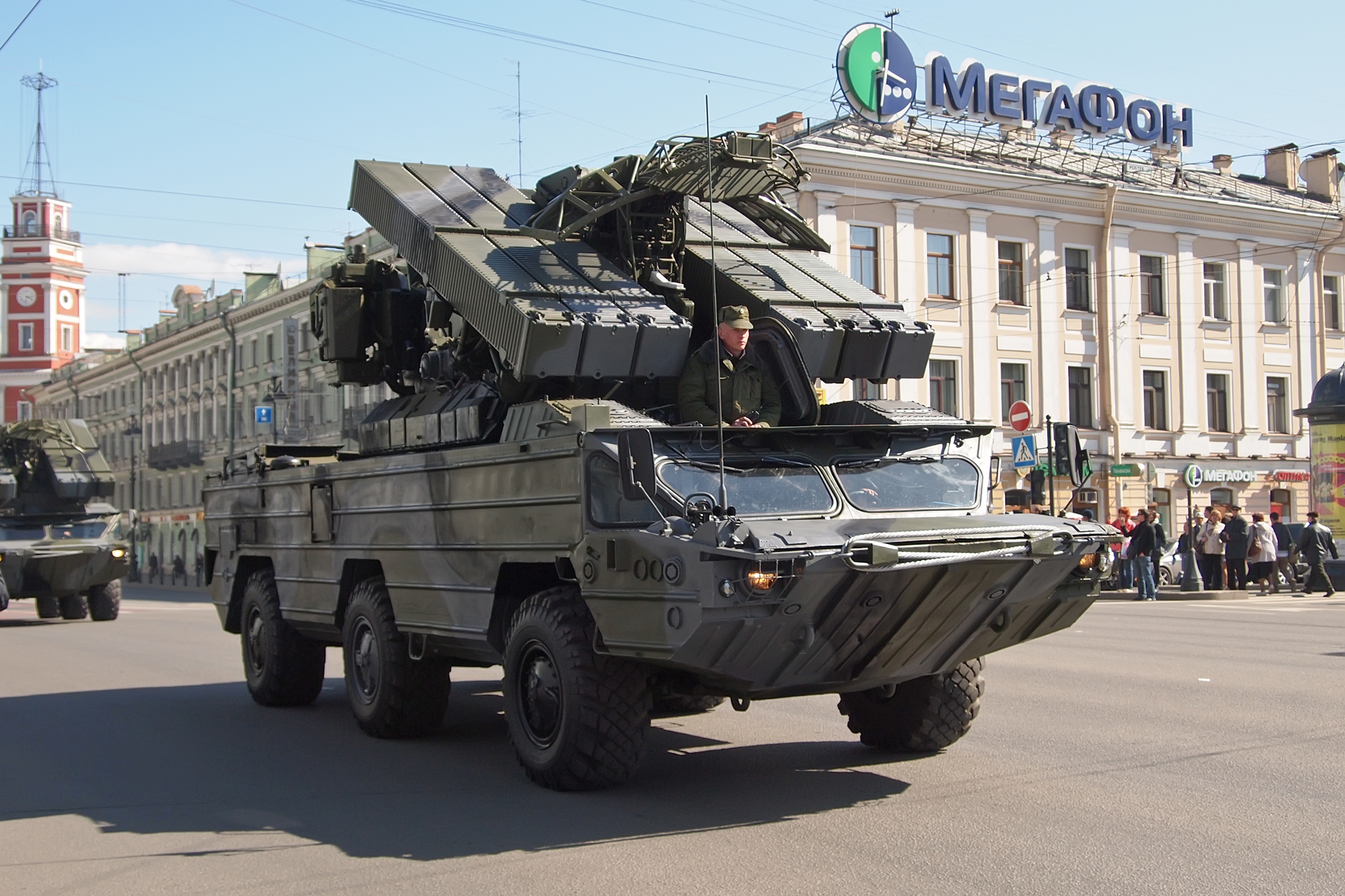
Бойова машина 9А33Б зенітно-ракетного комплексу 9К33 «Оса»

«Оса» (індекс ГРАУ — 9К33, за класифікацією МО США і НАТО — SA-8 Gecko) — радянський зенітно-ракетний комплекс. Комплекс має забезпечувати протиповітряну оборону дивізійної ланки.
Розробка почалася 27 жовтня 1960 року, прийнятий на озброєння 4 жовтня 1971 року. Комплекс оснащений чотирма зенітними керованими ракетами 9M33, модифікація «Оса-АК» має 6 ракет 9М33М2, а «Оса-АКМ» — 6 ракет 9М33М3. На кінець 2007 року був найчисельнішим в Росії комплексом військової ППО. На озброєнні більше 400 машин.

## Модифікації

### 9К33-1Т «Оса-1Т»
Запропонована модернізація білоруською компанією «Тетраедр» передбачала комплекс заходів, які включали б, серед іншого, заміну бортової електроніки на цифрову. До основних відмінностей від базового комплексу відносять:
- нова система наведення ракети
- збільшена автоматизація роботи системи
- нова елементна база ЗРК

Цією ж компанією розроблено модернізований варіант цього зенітно-ракетного комплексу Т38 «Стилет», у якому замінено шасі та використовується нова зенітна ракета українського виробництва Т382.

### Варіант «Укррадарпроєкт»
Варіант модернізації комплексу розроблений українським підприємством «Укррадарпроект», зокрема заміна на нову елементну базу, що передбачає:
- заміну електронно-променевих трубок,
- радіоламп та лампи біжної хвилі,
- відикона та інших морально застарілих елементів,
- встановлення ПЗЗ матриці в двох діапазонах,
- доопрацьованої телевізійно-оптичної головки.

Також українська модернізація ЗРК «Оса» дозволяє отримувати зовнішні цілевказівки від зовнішнього командного пункту в радіусі 90 км та працювати в 4-х режимах віддаленості від зовнішнього командного пункту:
- 12 км
- 25 км
- 45 км
- до 90 км

Окрім того введено режим автоматичного ведення цілі у видимому та інфрачервоному діапазоні, а для протидії сучасним засобам радіоелектронного виявлення введено секторний режим (робота від 6 до 360 градусів) та режим мерехтіння, що дозволяє зменшувати час перебування в ефірі й фактично ймовірність бути виявленим супротивником.

### Ракета Т382 КБ «Луч»
Т382 — українська зенітна керована ракета (ЗКР) малої дальності, розроблена ДП "Державне Київське конструкторське бюро «Луч» для україно-білоруської модернізації ЗРК Оса — Т38 «Стилет». Існує лише у вигляді макету. Ракета має два ступені та здатна знищувати цілі на відстані від 1.5 до 20 км; для порівняння базова ракета 9М33 знищує цілі на вдвічі меншій максимальній відстані.

## Бойове застосування

### Російсько-українська війна
Комплекси «Оса» було використано у війні на сході України.
12 жовтня 2018 року українськими засобами протиповітряної оборони було виявлено два безпілотні літальні апарати, які перетнули лінію розмежування і рухалися в напрямку Лисичанського нафтопереробного заводу. Обидва БПЛА були ідентифіковані як ударні й такі, що становлять загрозу життю та здоров'ю мирних мешканців. Було прийнято рішення на застосування засобів ППО. В результаті відбиття повітряної атаки один безпілотний літальний апарат противника було збито на висоті близько 2 км, другому вдалося повернутися на непідконтрольну територію. Уламки від ракети впали на території місцевої школи та біля Лисичанського заводу ГТВ. Дітей довелось терміново евакуювати, ніхто з цивільного населення не постраждав.
Наступного дня в небі над Лисичанськом українським вертольотом вогневої підтримки Мі-24П було збито російський БПЛА «Орлан-10».
2 листопада 2024 року 412 окремий полк безпілотних систем «NEMESIS» (412 ОП БпС) уразили російський ЗРК «Оса» на Луганському напрямку. 

### Громадянська війна в Сирії
Один комплекс було захоплено озброєною опозицією. Ймовірно, з цього комплексу був збитий один вертоліт військ Асада.

### Друга Карабаська війна
Станом на кінець жовтня 2020 року вірменські військові втратили до 16 пускових установок ЗРК «Оса». Всі вони були уражені високоточними боєприпасами з ударних БПЛА Bayraktar TB2 та «дронів-камікадзе» IAI Harop. Окрім цих пускових установок, зафіксовано ураження і однієї транспортно-заряджальної машини зенітного ракетного комплексу «Оса».
Оскільки ці ЗРК стали одними з найбажаніших цілей для ударів із дронів Азербайджану, у Вірменії активно використовують і їх макети, аби опонент використовував дороговартісні боєприпаси не за призначенням.

## Оператори
- Алжир
- Ангола — 15 одиниць.
- Вірменія
- Азербайджан — Поліпшені до Оса-1Т.
- Білорусь
- Болгарія — 24 одиниці.
- Куба
- Еквадор
- Грузія
- Греція — 38 систем.
- Північна Корея
- Марокко
- Індія — Оновлені ОСА-АК
- Йорданія: Наприкінці вересня 2017 року, не знайшовши коштів на модернізацію ЗРК «Оса», армія Йорданії вирішила продати наявні у неї 52 комплекси. Перед цим розглядалася ймовірність проведення модернізації цих комплексів у Білорусі. Серед зацікавлених покупців була названа Україна[5].
- Росія
- Україна

Восени 2021 року, на полігоні Ягорлик в рамках навчань «Об'єднані зусилля-2021» відбулись бойові стрільби підрозділів протиповітряної оборони Збройних Сил України. Для їх проведення були залучені ЗРК «Оса-АКМ» із складу частин ППО Сухопутних військ ЗС України.

## Галерея

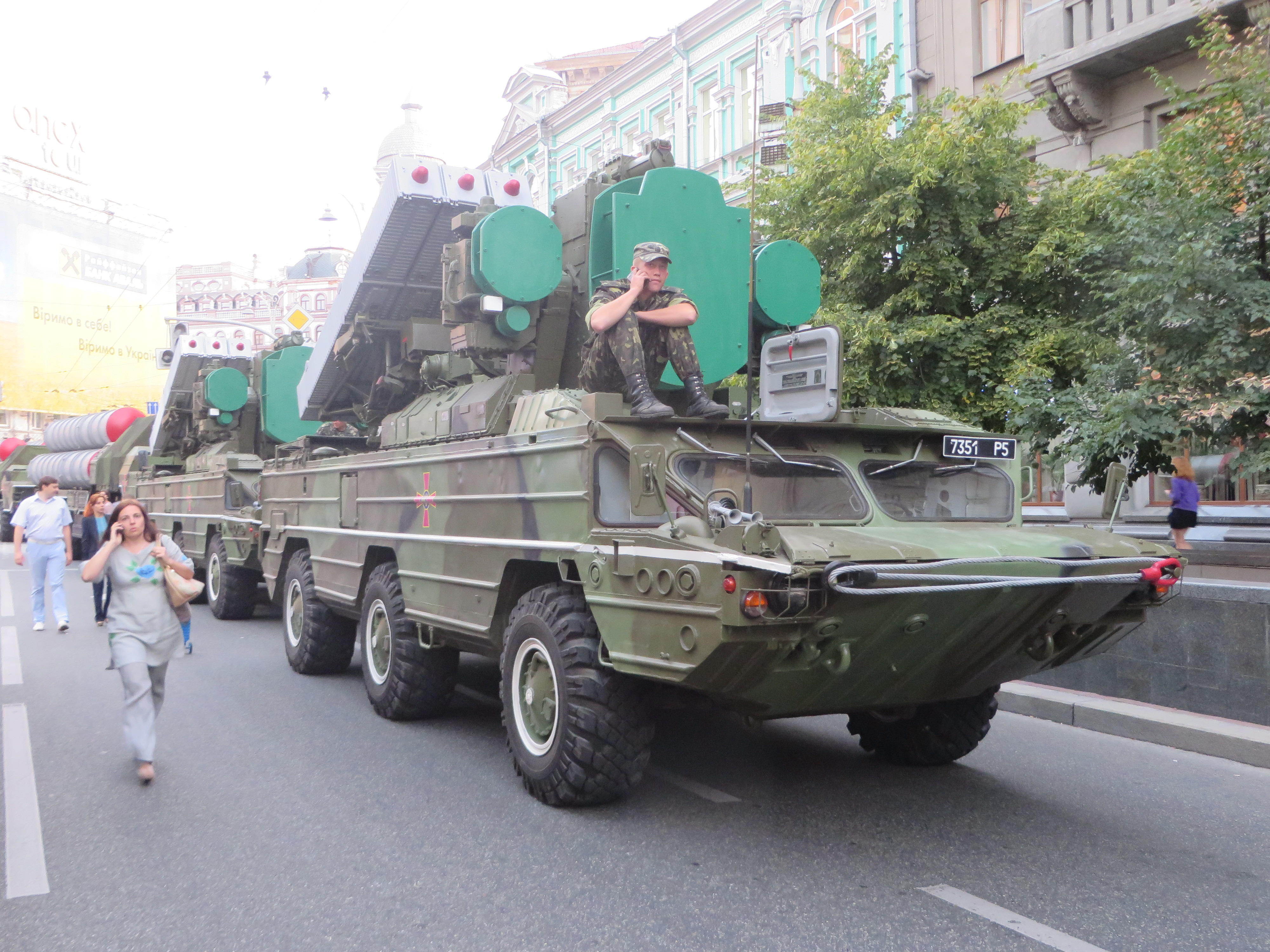
Український зенітний ракетний комплекс Оса під час тренувального маршу перед парадом на День незалежності, 22 серпня 2014 року, Київ, Україна.
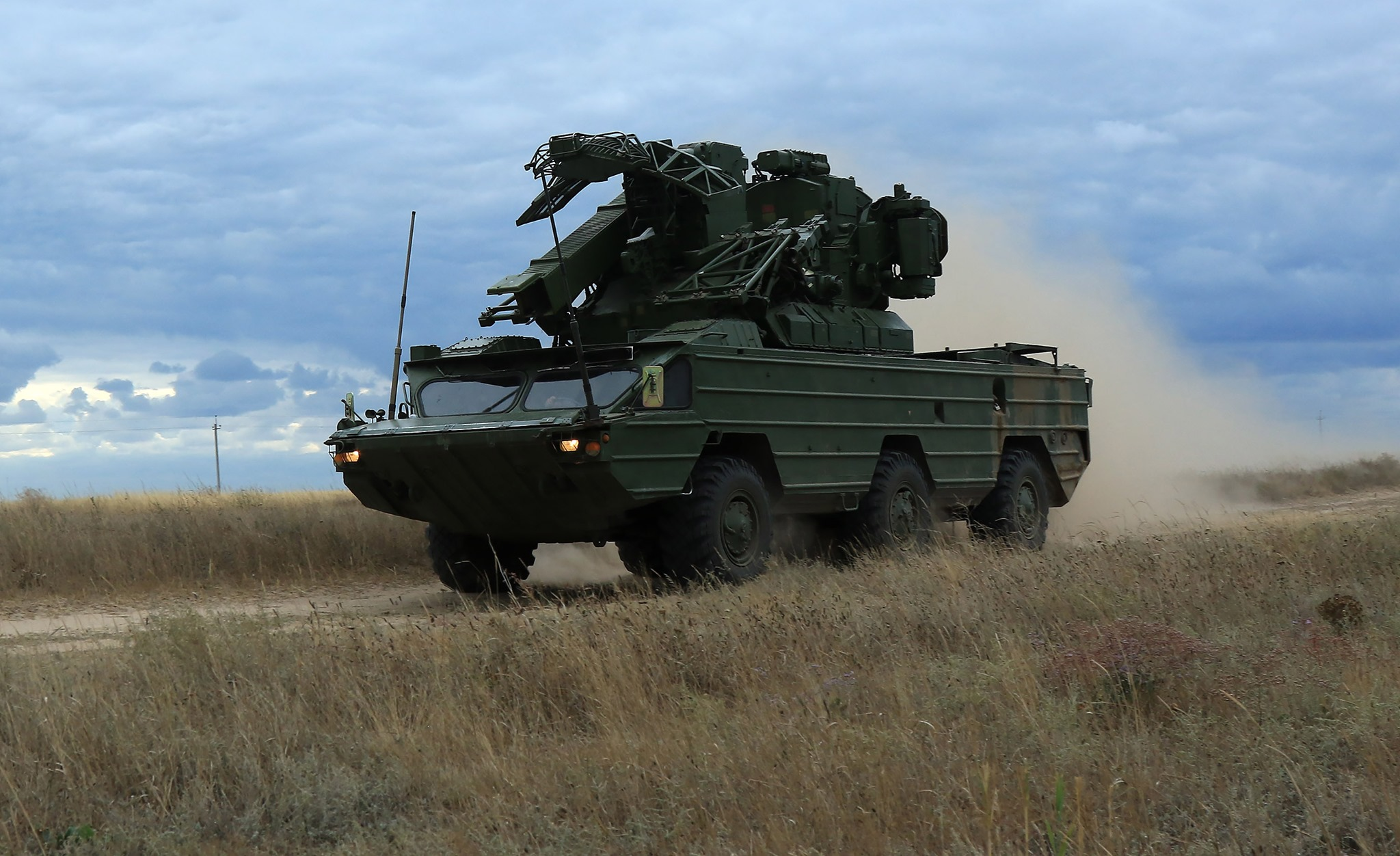
На тренуваннях, 2021 рік
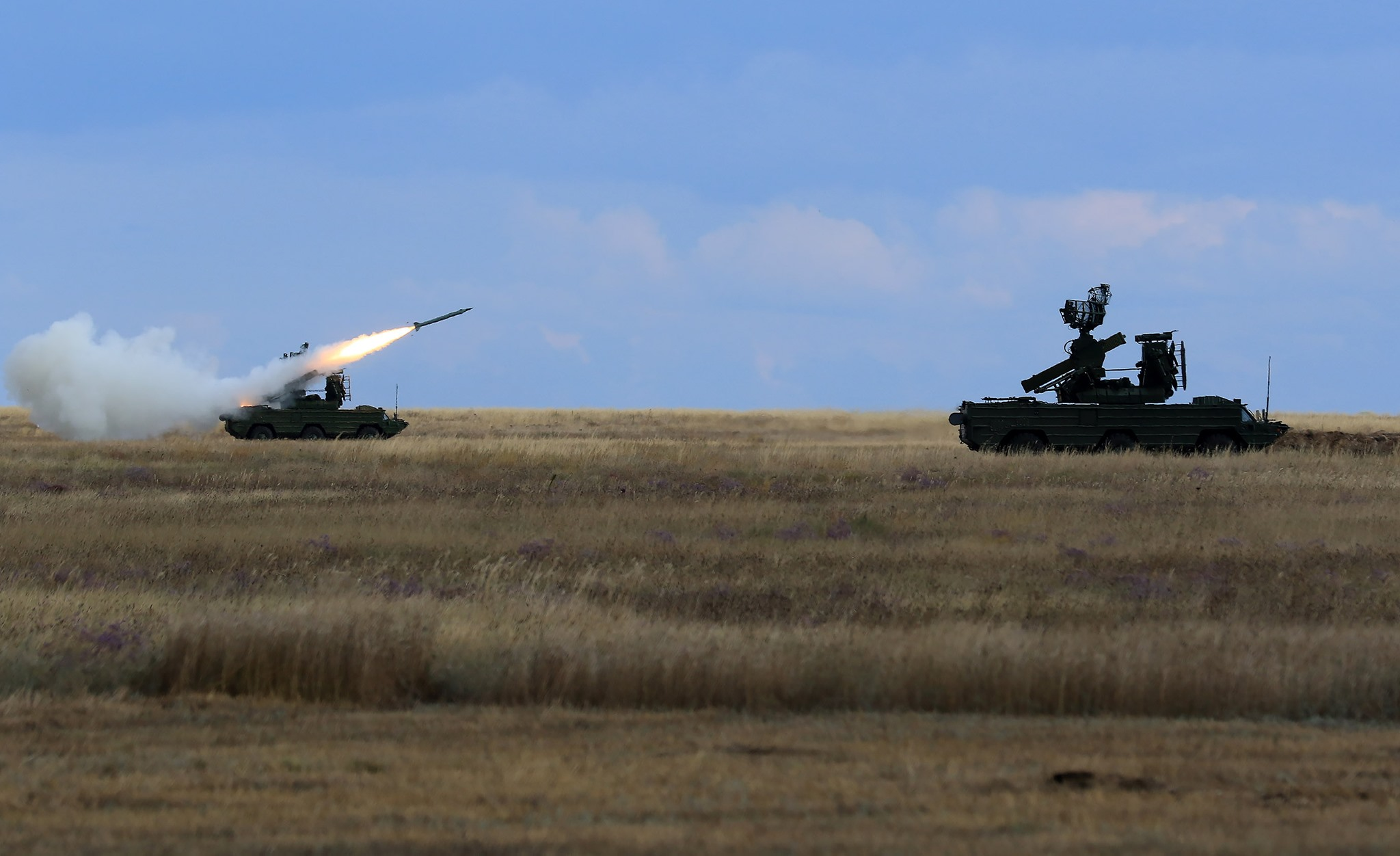
На тренуваннях, 2021 рік